# Daniel García Carrillo
Daniel 'Dani' García Carrillo (Zumarraga, 24 de maig de 1990) és un futbolista professional basc que juga amb l'Olympiakos F. C. com a migcampista.

## Carrera de club
García va començar la seva carrera al planter de la Reial Societat, i va debutar com a sènior a l'Alacant CF B la temporada 2009–10 a la Tercera Divisió. El mateix any va ser promocionat al primer equip, però va patir un descens de categoria des de la Segona Divisió B en la seva segona temporada, 2010-11.
García va fitxar pel Getafe CF B el 24 de juny de 2011. El juliol de l'any següent va fitxar per la Reial Societat, i fou cedit a la SD Eibar encara a la segona divisió B. Va acabar la temporada 2012–13 a Segona B amb 41 partits de lliga jugats, i va contribuir així a que el seu equip promocionés als play-offs d'ascens de 2013.
El juliol de 2013, la cessió a l'Eibar es va renovar, i va debutar a Segona Divisió el 18 d'agost, com a titular en una victòria a fora per 2–1 contra el Real Jaén. el 26 de juny, va signar contracte amb els Armeros, que havien ascendit a La Liga per primer cop en la seva història.
García va debutar a la primera divisió el 24 d'agost de 2014, com a titular en una victòria per 1–0 a casa contra la Reial Societat. Va marcar el seu primer gol en la competició el 19 de setembre, el primer en una victòria per 2–0 contra l'Elx CF.
El 17 de novembre de 2015, García va renovar contracte amb l'Eibar fins al 2018. El 20 de maig de 2018 va disputar el seu últim partit amb el club d'Eibar en un empat a dos davant l'Atlètic de Madrid, deixant l'equip guipuscoà després 224 partits en sis temporades. Dies enrere havia anunciat la seva intenció de no renovar el seu contracte amb el club, que finalitzava el 30 de juny.
El 4 de juny de 2018 va ser presentat com a nou jugador de l'Athletic Club, després d'haver signat un contracte per quatre temporades.

## Palmarès
SD Eibar
- 1 Segona divisió: 2013-14

Athletic Club
- 1 Copa del Rei: 2024[11]
- 1 Supercopa d'Espanya: 2021